# 坂本正治
坂本 正治（さかもと まさはる、1938年 - 2011年）は、東京都出身のイメージ・シンセサイザー作家、環境デザイナー。
光と色彩の音楽「ルルー」や大阪万博の三井グループ館で「時間分割テレビ」などを発表した映像アーティスト。

## 来歴
1954年、麻布中学校進学、文化人類学者山口昌男に学ぶ。1960年、「宇宙獣医」を目指して、東京農工大学獣医学部入学。
1963年、空間造型機「ルルー」制作。
1966年、「空間から環境へ」展に「射影空間」を発表。
1969年、14台のVTRと7台のブラウン管を使った「時分割テレビ」制作。4月、有限会社ジェムコ（空間演出機器の開発設計）代表取締役。「国際サイテック・アート展-エレクトロマジカ '69」展（4月26日−5月25日、銀座・ソニービル、主催：JEAA・ソニー（株）・ニコラ・シェフェール、山口勝弘、高橋士郎、CTG ら出品。
1970年、大阪万博、三井グループ館に「難波鏡」など、光像(キネティック・アート)で参加。
1972年、映像演奏機「レオナルドVI号」制作。ニューヨーク滞在。ニューヨーク帰国後、千葉の山中で、野鼠のデービスと生活。
1980年代「BRUTUS」「NAVI」「猫の手帖」などに寄稿。子供科学館プロデューサー、館長を務める。
1990年代「ワン・トゥ・ワン・マーケティング研究会」を結成、ダイヤモンド社で5年間マーケティングをレポート。
2011年オートバイ運転中に脳梗塞で死亡。「救急車を呼ばないでくれ、霊柩車を呼んでくれ」と書いた紙を持っていた。

## 著書
- ニューヨーク武芸帳 中央公論社（1976年8月）
- 北緯四度線探検隊 角川書店（1977年08月26日）